# Rushishima
Rushishima är ett vattendrag i Burundi.   Det ligger i provinsen Kayanza, i den nordvästra delen av landet, 50 kilometer nordost om huvudstaden Bujumbura.
Omgivningarna runt Rushishima är en mosaik av jordbruksmark och naturlig växtlighet. Runt Rushishima är det tätbefolkat, med 459 invånare per kvadratkilometer.